# Pong
Pong – gra komputerowa będąca symulacją tenisa stołowego przy użyciu grafiki dwuwymiarowej. Celem rozgrywki jest pokonanie przeciwnika poprzez uzyskanie wyższego wyniku punktowego. Gra wydana została w 1972 roku przez Atari i jest jedną z najstarszych przeznaczonych na automaty. Choć przed Pongiem pojawiło się kilka podobnych (na przykład Tennis for Two czy Computer Space), to właśnie on pierwszy odniósł sukces komercyjny. Pong stworzony został przez Allana Alcorna w ramach ćwiczenia szkoleniowego wyznaczonego mu przez współtwórcę Atari, Nolana Bushnella. Ten zaczerpnął pomysł z elektronicznej gry w tenisa stołowego, będącej częścią konsoli Magnavox Odyssey, co było później przyczyną pozwu sądowego skierowanego przeciw firmie Atari. Bushnell, zaskoczony dobrymi efektami, zdecydował się na seryjną produkcję gry.
Pong, odnosząc szybki sukces komercyjny, zapoczątkował rozwój przemysłu gier komputerowych. Wkrótce po jego wydaniu kilka przedsiębiorstw zaczęło produkować gry powielające mechanikę Ponga, a w końcu także samodzielne dzieła. W wyniku tego Atari przekonało zespół producencki do tworzenia jeszcze bardziej innowacyjnych dzieł. Spółka wydała liczne sequele oparte na rozgrywce pierwowzoru, rozbudowując ją o nowe mechanizmy. Podczas świąt Bożego Narodzenia w 1975 roku Atari opublikowało konsolową wersję Ponga, która ponownie przyniosła wielkie zyski wydawcy. Grę wielokrotnie wznawiano na kolejnych platformach do gry. Odniesienia do Ponga i jego parodie znajdują się w licznych serialach telewizyjnych oraz grach komputerowych; stał się on też częścią niektórych ekspozycji poświęconych grom.

## Rozgrywka

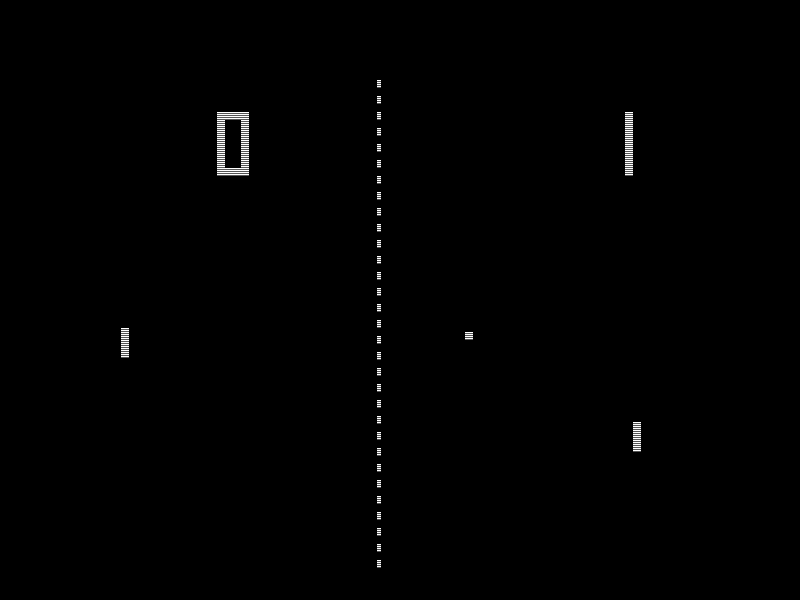
Zrzut ekranu z gry Pong. Dwie paletki odbijają piłkę, a na ekranie wyświetlane są wyniki w postaci liczb

Pong jest dwuwymiarową grą sportową, która symuluje tenis stołowy. Gracz porusza w pionie odcinkiem symulującym paletkę, umieszczonym na skraju ekranu. Może rywalizować z przeciwnikiem kontrolowanym przez komputer lub innym graczem, poruszającym paletką po przeciwnej stronie ekranu. Gracze używają paletek w celu odbicia piłki. Celem dla każdego z nich jest zdobycie większej liczby punktów od przeciwnika. Punkty są zdobywane, gdy przeciwnik nie zdąży odbić piłki i ta wyleci poza linię, po której rusza się jego „paletka”. Gra kończy się, gdy któryś z graczy zdobędzie 21 punktów.
Paletka jest podzielona na osiem segmentów, od których zależy kąt przemieszczania się piłki po odbiciu. Przykładowo, środkowe segmenty odbijają piłkę pod kątem 90° wobec paletki, natomiast inne – pod kątem węższym. W miarę coraz bardziej energicznej wymiany między graczami piłka przyspiesza; opuszczenie pola gry przez piłkę powoduje przywrócenie jej normalnej prędkości.

## Historia i produkcja

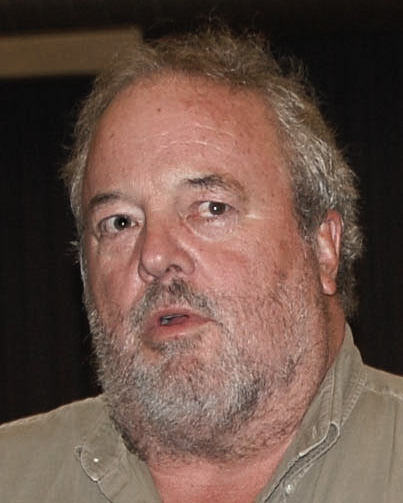
Inżynier Atari Allan Alcorn zaprojektował i zbudował Ponga w ramach ćwiczenia szkoleniowego

Pong był pierwszą grą komputerową autorstwa przedsiębiorstwa Atari, zarejestrowaną w czerwcu 1972 roku przez Nolana Bushnella i Teda Dabneya. Po produkcji Computer Space, która poniosła komercyjną klęskę, Bushnell zdecydował się na stworzenie własnej spółki, żeby tworzyć więcej gier i sprzedawać je na licencji innym przedsiębiorstwom. Pierwszą zakontraktowaną produkcją miała być gra wyścigowa dla Bally Manufacturing Corporation. Wkrótce po założeniu Atari Bushnell zatrudnił Allana Alcorna ze względu na jego doświadczenie w elektrotechnice i informatyce (Bushnell i Dabney wcześniej pracowali z nim w spółce Ampex). Przed pracą dla Atari Alcorn nie miał żadnego doświadczenia w produkcji gier komputerowych. Aby przystosować Alcorna do tworzenia gier, Bushnell dał mu zadanie stworzenia projektu w ramach ćwiczenia. Powiedział mu, że ma kontrakt na produkt z firmą General Electric, a następnie poprosił Alcorna, by ten zrobił prostą grę z poruszającą się plamką, dwiema paletkami oraz cyfrowym wyświetlaczem wyników. W 2011 roku Bushnell twierdził, że inspirację do gry czerpał z poprzednich wersji tenisa elektronicznego, w które grał przedtem; konkretnie chodziło mu o edycję z 1964 roku na komputer PDP-1, z którą miał okazję się spotkać podczas nauki na uniwersytecie. Jednakże zdaniem Alcorna miała to być bezpośrednia odpowiedź na komputerową wersję tenisa zamieszczoną w konsoli Magnavox Odyssey. W maju 1972 roku Bushnell odwiedził bowiem targi Magnavox w kalifornijskiej miejscowości Burlingame, gdzie testował wersję demonstracyjną konsoli, zwłaszcza grę w tenisa stołowego. Mimo że program ten nie był dopracowany, zainspirował Bushnella, który przydzielił podobny projekt Alcornowi.
Alcorn na początku zbadał schemat Computer Space autorstwa Bushnella, jednak uznał go za nieczytelny. Kontynuował więc pracę nad własnym projektem, opierając się na swojej wiedzy dotyczącej układu transistor–transistor logic oraz gry Bushnella. Przeczuwając, że prosta gra będzie zbyt nudna, Alcorn zawarł w niej cechy, które nadałyby jej więcej uroku, między innymi uwzględnienie kąta odbicia piłki i jej przyspieszenie w miarę rozgrywki. Kolejnym mechanizmem zawartym w grze było uniemożliwienie paletkom sięgnięcia środka ekranu. Powodem tego była prosta pętla, która zawierała w sobie błędy techniczne. Zamiast poświęcić czas na rozwiązanie problemu, Alcorn uznał, że obecne rozwiązanie zwiększy poziom trudności gry i przyspieszy jej zakończenie; wyobrażał on bowiem sobie dwójkę doświadczonych graczy, którzy mogliby grać w nieskończoność.
Trzy miesiące przed produkcją Bushnell powiedział Alcornowi, że chce, by gra zawierała realistyczne efekty dźwiękowe i kakofonię brzmień. Dabney chciał, aby gra wydobywała z siebie dźwięk przypominający syk w przypadku przegrania przez gracza rundy. Alcorn miał niewiele przestrzeni mogącej pomieścić wymaganą elektronikę, nie wiedział więc, jak wykreować takie dźwięki za pomocą techniki cyfrowej. Po prześledzeniu zachowania generatora synchronizacji odkrył, że może on generować różne brzmienia, po czym użył ich w formie efektów dźwiękowych. W celu skonstruowania prototypu Alcorn zakupił w pobliskim sklepie za 75 dolarów czarno-biały telewizor Hitachi, umieścił go w drewnianej szafie mierzącej 1,2 metra i zlutował przewody z płytami, by stworzyć potrzebny układ elektroniczny. Prototyp zaimponował Bushnellowi i Dabneyowi na tyle, że uznali, iż może on być dochodowym produktem i zdecydowali się przetestować jego atrakcyjność.
We wrześniu 1972 roku Bushnell i Alcorn zainstalowali prototyp Ponga w barze Andy Capp's Tavern, umiejscowionym w kalifornijskim mieście Sunnyvale. Wybrali go ze względu na dobre relacje z jego kierownikiem, Billem Gattisem; Atari zaopatrywało Gattisa w automaty z pinballami. Bushnell i Alcorn umieścili prototyp na jednym ze stołów obok innych automatów do rozrywki: szafy grającej, automatów do pinballami oraz Computer Space. Gra została pozytywnie przyjęta już pierwszej nocy od zainstalowania, a jej popularność cały czas wzrastała przez półtora tygodnia. Bushnell zdecydował się więc na wyjazd służbowy do Chicago, aby zademonstrować Ponga kierownictwu spółek Bally i Midway Manufacturing; zamierzał użyć Ponga zamiast gry wyścigowej do dopełnienia kontraktu z Ball. Kilka dni później prototyp zaczął mieć problemy techniczne, toteż Gattis skontaktował się z Alcornem w sprawie jego naprawy. Po zbadaniu automatu Alcorn odkrył, że mechanizmy zacięły się z powodu nadmiaru wrzuconych ćwierćdolarówek.
Dowiedziawszy się o sukcesie gry, Bushnell zdecydował, że więcej zysków Atari przyniesie jej samodzielna produkcja niż udzielanie zezwoleń na jej wytwarzanie. Jednakże przeszkodę stanowiło zainteresowanie ze strony Bally i Midway. Bushnell zdecydował się poinformować każdą z dwóch spółek, że druga z nich nie jest zainteresowana kontraktem (powiedział kierownictwu Bally, że Midway nie chce gry i vice versa), aby zachować dobre relacje z nimi na potrzeby późniejszych umów. Po otrzymaniu informacji od Bushnella obie spółki zdecydowały się na wycofanie swojej oferty. Miał on jednak trudności ze znalezieniem wsparcia finansowego dla Ponga – banki traktowały grę jako odmianę pinballi, które wówczas opinia publiczna utożsamiała z mafią. Atari w końcu otrzymało od Wells Fargo linię kredytową, która została użyta do rozbudowy zaplecza w celu stworzenia linii montażowej. Przedsiębiorstwo ogłosiło wydanie Ponga 29 listopada 1972 roku. Zarząd poszukiwał fabrykantów w lokalnym urzędzie pracy, ale nie dał rady zaspokoić popytu na pracowników. Pierwsze automaty do gry trafiały na linię montażową w powolnym tempie, wynoszącym dziesięć sztuk dziennie, przy czym wiele z nich nie zaliczyło testów jakości. Ostatecznie Atari zwiększyło efektywność procesu i zaczęło produkować grę z większą wydajnością. W 1973 roku spółka zaczęła sprzedawać Ponga innym państwom za pośrednictwem zagranicznych partnerów.

### Wersja na konsole

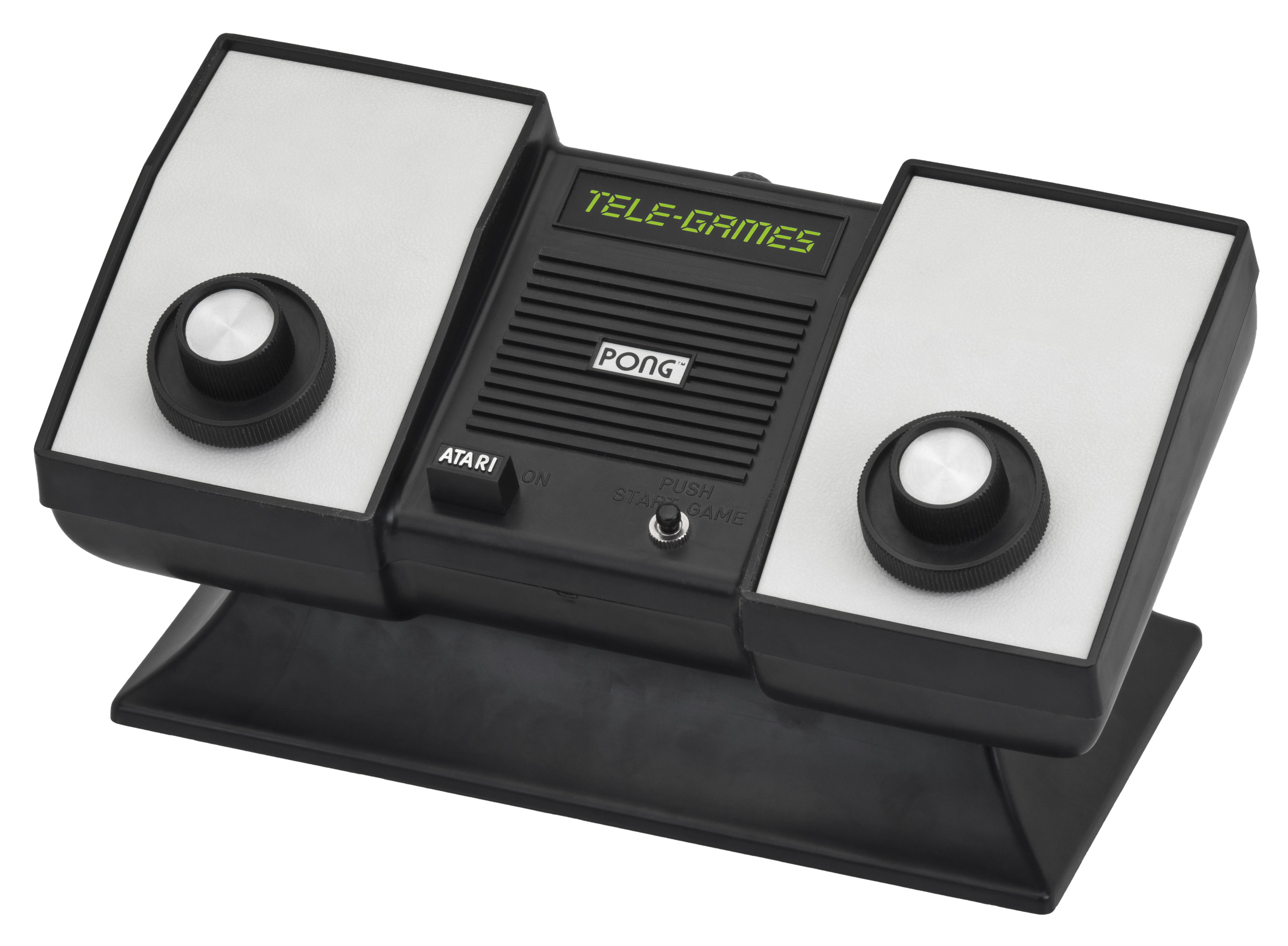
Konsola Atari pod tytułem Home Pong, wydana w 1975

Sukces Ponga spowodował, że Bushnell wywierał nacisk na swoich pracowników, aby pracowali nad tworzeniem kolejnych gier. W 1974 roku inżynier Atari, Harold Lee, zaproponował stworzenie wersji Ponga dla gospodarstw domowych, która byłaby podłączana do telewizorów: Home Pong. Rozpoczęła się produkcja konsoli pod nazwą roboczą Darlene, pochodzącą od jednej z pracownic Atari. Alcorn pracował wraz z Lee nad tworzeniem projektu i prototypu, które oparł na tej samej cyfrowej technologii użytej w grach tychże twórców na automaty. Obaj pracowali na zmianę, by zaoszczędzić czas i pieniądze; Lee za dnia podejmował pracę nad układem logicznym projektu, podczas gdy Alcorn wieczorem go debugował. Po zatwierdzeniu projektu inny inżynier Atari, Rob Brown, pomagał Alcornowi i Lee w budowie prototypu. Składał się on z urządzenia podłączonego do drewnianej podstawy zawierającej około setki przewodów, które w końcu zostały zastąpione jednym układem scalonym, zaprojektowanym przez Alcorna i Lee. Został on przetestowany i zbudowany jeszcze przed konstrukcją prototypu. Układ scalony został ukończony pod koniec roku 1974 i był wówczas najwydajniejszą konstrukcją użytą w dobrze konsumpcyjnym.
Bushnell wraz z Gene'em Lipkinem, wiceprezesem Atari do spraw sprzedaży, zamierzał zawrzeć współpracę ze sklepami elektronicznymi oraz z zabawkami, aby te sprzedawały Home Ponga. Sprzedawcy sklepowi odmawiali jednak, ponieważ uważali, że produkt jest za drogi i nie wzbudzi zainteresowania konsumentów. Atari, zauważywszy promocję Magnavox Odyssey w katalogu spółki Sears, skontaktowało się z jej działem dóbr sportowych. Zarząd Atari podjął rozmowę z jej prezesem Tomem Quinnem, który wyraził entuzjazm proponowanym produktem i zaoferował kontrahentowi umowę na wyłączność. Kierownictwo Atari jednak odmówiło, poszukując korzystniejszej oferty wśród sprzedawców zabawek. W styczniu 1975 roku spółka założyła budkę z Home Pongiem na targach handlowych w Nowym Jorku, ale próby sprzedaży zamówionych konsol były zakończone niepowodzeniem.
Kierownictwo Atari, póki oferta Quinna była aktualna, spotkali się z nim ponownie i kilka dni później spotkało się z nim w celu realizacji zamówienia sprzedaży. Aby uzyskać zgodę ze strony działu dóbr sportowych Sears, przedstawiciele Atari za radą Quinna zdecydowali się pokazać grę tamtejszemu kierownictwu w Chicago. Alcorn i Lipkin dotarli do Sears Tower i pomimo problemów technicznych uzyskali zgodę. Bushnell powiedział Quinnowi, że może wyprodukować 75 tysięcy sztuk na sezon świąteczny. Ten jednak żądał dwukrotnie większej liczby. Choć Bushnell wiedział, że Atari nie było zdolne do produkcji 150 tysięcy sztuk, zgodził się na transakcję. Atari nabyło nową fabrykę za fundusze uzyskane od inwestora Dona Valentine'a. Pod nadzorem Jimma Tubba fabryka doprowadziła do realizacji zamówienia Sears. Pierwsze wyprodukowane sztuki zostały wydane pod marką Tele-Games autorstwa Sears. W 1976 roku Atari wydało wersję pod własną marką.

### Pozew ze strony Magnavoksu

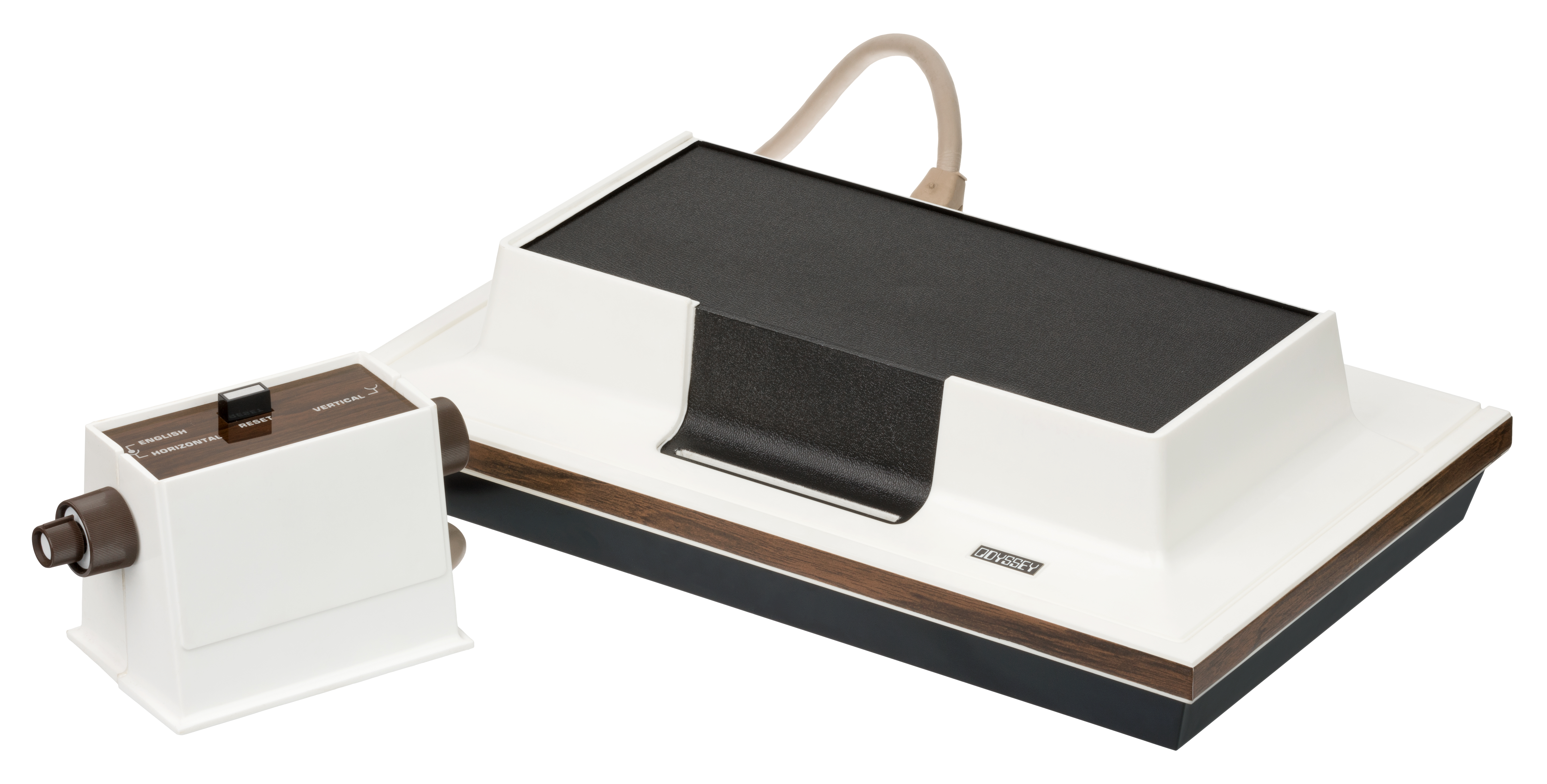
Magnavox Odyssey, wynaleziona przez Ralpha Baera, zainspirowała produkcję Ponga

Sukces Ponga przyciągnął uwagę Ralpha Baera, wynalazcy Magnavox Odyssey, a także jego pracodawcy, firmy Sanders Associates. Przedsiębiorstwo Sanders miało umowę z Magnavoksem, na mocy której posiadało wyłączne prawa do licencji Odyssey, a więc mogło interweniować w przypadku naruszenia praw patentowych. Magnavox nie podjął początkowo działań prawnych przeciwko Atari, a także innym spółkom odpowiedzialnym za tworzenie klonów Ponga. Pod naciskiem Sandersa w kwietniu 1974 roku Magnavox wniósł jednak pozew przeciwko Atari oraz przedsiębiorstwom Bally Midway, Allied Leisure i Chicago Dynamics. Zdaniem strony pozywającej Atari nielegalnie skopiowało patent Baera oraz jego pomysł na elektroniczny tenis stołowy. Magnavox powoływał się przy tym na nagrania z lat 1966–1974 posiadane przez Sandersa, w których opisany został proces projektowania Odyssey. Wśród innych dokumentów znajdowały się zeznania świadków oraz książka hotelowa, z której wynikało, że przed wydaniem Ponga Bushnell grał w tenisa stołowego na konsoli Odyssey.
Po rozważeniu swoich możliwości Bushnell zdecydował się na ugodę pozasądową z Magnavoksem. Wprawdzie prawnik Bushnella uważał, że sprawa może zakończyć się zwycięstwem, ale koszty prawne oszacował na 1,5 miliona dolarów amerykańskich, co znacznie przewyższało możliwości finansowe Atari. Magnavox zaoferował Atari licencję za 700 tysięcy dolarów. Inne firmy produkujące klony Ponga miały natomiast płacić honoraria autorskie. Na dodatek Magnavox miał możliwość uzyskania praw do produktów Atari stworzonych w ciągu roku od zamknięcia sprawy. Spółka ta po ugodzie z Atari w czerwcu 1976 roku podjęła jednak dalsze działania prawne przeciwko innym przedsiębiorstwom. Pierwsza rozprawa miała miejsce w sądzie stanowym w Chicago, a prowadził ją sędzia John Grady. Aby uniknąć sytuacji, w której Magnavox przejąłby prawa do produktów Atari, jego kierownictwo zdecydowało się opóźnić o rok wydanie kolejnych gier i odmówiło udzielania informacji pełnomocnikom Magnavoksu podczas ich wizyt w posiadłościach Atari.

## Wpływ i znaczenie
Automaty z grą Pong wyprodukowane przez Atari odniosły wielki sukces. Prototyp został dobrze przyjęty przez stałych klientów Andy Capp's Tavern; ludzie przychodzili do baru jedynie po to, żeby zagrać w tę grę. Po swojej premierze Pong przyniósł czterokrotnie większe zyski od innych automatów na monety. Bushnell oszacował, że zarabiano na grze 35 do 40 dolarów dziennie, co jego zdaniem stanowiło przełom w przemyśle rozrywkowym opartym na automatach. Z powodu zysków, jakie przynosiła gra, Atari otrzymywało coraz więcej zamówień na automaty, co dało firmie stabilne źródło zarobku. Spółka sprzedawała automaty za trzykrotnie większą cenę od kosztu produkcji. Do 1973 roku przedsiębiorstwo zrealizowało 2,5 tysiąca zamówień, a pod koniec 1974 roku sprzedało ponad 8 tysięcy sztuk. Automaty potem stawały się obiektem zainteresowań kolekcjonerów. Wkrótce po udanym teście w Andy Capp's Tavern inne przedsiębiorstwa składały wizyty w barze, aby dokonać przeglądu gry. Trzy miesiące później pojawiły się na rynku podobne produkty autorstwa firm takich jak Ramtek and Nutting Associates. Atari nie mogło podjąć wielu działań przeciwko konkurencyjnym spółkom, ponieważ nie zarejestrowało w urzędzie patentowym swojej technologii użytej w grze. Gdy w końcu złożyło wniosek o patent, proces zaczął się przeciągać. W rezultacie na rynku dominowały klony Ponga, według historyka Stevena Kenta stanowiące dwie trzecie liczby automatów do gier. Bushnell uznał więc, że jedynym środkiem rywalizacji z konkurentami było tworzenie bardziej innowacyjnych gier i pomysłów.
Home Pong po publikacji w 1975 roku za pośrednictwem Sears również odniósł sukces; latem tego samego roku sprzedano około 150 tysięcy kopii. Gra okazała się wówczas najbardziej zyskownym produktem sprzedawanym przez Sears, które przyznało Atari nagrodę za jego wysoką jakość. Podobnie jak w przypadku wersji na automaty, liczne przedsiębiorstwa wydały klony gry w celu wykorzystania jej sukcesu, a wiele z tych spółek kontynuowało produkcję nowych konsol oraz gier komputerowych. Magnavox na nowo opublikował konsolę Odyssey o nowych właściwościach, którą później wielokrotnie wznawiał. Spółka Coleco zadebiutowała na rynku gier komputerowych swoją platformą Telstar, zawierającą trzy odmiany Ponga; była ona zastępowana przez nowsze modele. Nintendo wydało w 1977 roku konsolę Color TV Game 6, która umożliwiała grę w sześć wariacji na temat elektronicznego tenisa. W następnym roku pojawiła się jej ulepszona wersja, Color TV Game 15, która zawierała jego 15 wariacji. Obie platformy stanowiły debiut Nintendo na rynku gier komputerowych i były pierwszymi autorskimi produkcjami japońskiego przedsiębiorstwa. Podobnie jak automaty z Pongiem, także konsole prezentujące elektroniczny tenis stały się rzadkim obiektem pożądania ze strony kolekcjonerów.
Niektóre publikacje wskazują Ponga jako dzieło, które przyczyniło się do powstania przemysłu gier komputerowych jako intratnego przedsięwzięcia. Autor książek o grach komputerowych, David Ellis, opisywał grę jako podstawę sukcesu przemysłu gier komputerowych i nazwał ją jedną z najważniejszych historycznie pozycji. Kent przypisywał fenomen gier na automaty Pongowi wraz z późniejszymi grami Atari, upatrując w jego konsolowej wersji również udanego początku konsol gier wideo. Bill Loguidice i Matt Barton ze strony Gamasutra wskazywali, że data wydania gry zapoczątkowała nowe medium rozrywkowe. Dodawali również, że Pong zawdzięczał swoje powodzenie swej prostej, intuicyjnej mechanice. Wiele ze spółek, które tworzyły klony Ponga, ostatecznie zyskało renomę w ramach branży. Nintendo dzięki sprzedaży własnych wersji Home Ponga, wynoszącej po milion sztuk na każdą z nich, pokonało problemy finansowe i mogło wspomóc rozwój branży. Także Konami po zauważeniu sukcesu Ponga zdecydowało się na debiut na rynku gier na automaty i opublikowało swoją pierwszą grę, Maze. Jej umiarkowany sukces zachęcił spółkę do produkcji kolejnych pozycji.

### Sequele i wznowienia
Bushnell uważał, że z konkurencją można walczyć przede wszystkim poprzez sprzedaż ulepszonych produktów, wskutek czego Atari po wydaniu pierwowzoru stworzyło jego liczne sequele: Pong Doubles, Super Pong, Quadrapong i Pin-Pong. Zawierały one podobną oprawę graficzną, jednak znalazły się w nich nowe elementy rozgrywki. Przykładowo, Pong Doubles umożliwiał rozgrywkę deblową czterem graczom naraz, podczas gdy w Quadrapongu rywalizowali oni na zasadzie „każdy na każdego”. Bushnell wymyślił także darmową wersję Ponga do zabawiania dzieci w gabinetach lekarskich. Początkowo nazywała się Snoopy Pong, a automat z nią był stylizowany na postać Snoopy'ego; później jednak Bushnell zmienił nazwę gry na Doctor Pong w celu uniknięcia groźby pozwu sądowego. Wersja ta została użyta również w prowadzonej przez Bushnella sieci restauracji Chuck E. Cheese's. W 1976 roku Atari wydało Breakout, przeznaczoną dla jednej osoby odmianę Ponga, w której zadaniem gracza jest usuwanie cegiełek ze ściany poprzez uderzanie w nie piłką. Podobnie jak Pong, Breakout doczekał się licznych klonów kopiujących jego mechanikę, na przykład Arkanoid, Alleyway, Break 'Em All.
Atari wznawiało grę na wielu platformach. Pong znajduje się w wielu kompilacjach Atari na takie platformy, jak Sega Mega Drive, PlayStation Portable, Nintendo DS i komputery osobiste. Po zawarciu umowy z Atari spółka Bally Gaming and Systems wyprodukowała wersję gry w postaci jednorękiego bandyty. Stworzona przez Atari Test Drive Overdrive zawiera w swym ekranie ładowania Ponga. W 1999 roku gra została wznowiona w wersji dla komputerów osobistych oraz PlayStation; zawierała trójwymiarową grafikę oraz power-upy.
W Polsce konsola Unimor Tele-Set GTV 881 z 1977 roku posiadała wersję o nazwie "Kometka", która od oryginału różniła się dodaniem elementu losowego, naśladującego wiatr oraz możliwością regulacji prędkości poruszania się. Natomiast konsola TVG-10 z 1978, oferowała parę wariantów gry jak klasycznego tenis, hokej, squash i pelot. Prototyp urządzenia i kilkanaście egzemplarzy, później zniszczonych, opracował również Elzab. Możliwe było również samodzielne zbudowanie konsoli, na przykład na podstawie opublikowanego w roku 1978 przez Radioamator schematu. Podstawową trudnością w Polsce był wtedy jednak dostęp do podzespołów elektronicznych i ich ceny.

### W kulturze masowej
Pong wystąpił w licznych dziełach kultury masowej. Pojawiał się w odcinkach seriali telewizyjnych Różowe lata siedemdziesiąte, Bobby kontra wapniaki i Saturday Night Live. W 2006 roku reklama American Express przedstawiała Andy'ego Roddicka w meczu tenisowym przeciwko białej paletce z gry. Także inne gry komputerowe cytowały i parodiowały Ponga, na przykład Neuromancer na Commodore 64 i Banjo-Kazooie na Xboksa 360.
Holenderskie studio projektanckie Buro Vormkrijgers stworzyło zegar biurowy z motywem z Ponga. Po próbie sprzedaży gadżetu studio zostało jednak pozwane przez Atari w lutym 2006 roku. Ostatecznie obie spółki osiągnęły porozumienie, w ramach którego Buro Vormkrijgers mogło wyprodukować na licencji ograniczoną liczbę zegarów. Gra została uwzględniona na wystawie Game On z 2006 roku w londyńskim Muzeum Nauki, która pokazywała różne aspekty historii gier komputerowych, ich rozwoju i kultury.